# Jesuitenkirche Coesfeld
Koordinaten: 51° 56′ 42,7″ N, 7° 10′ 5,7″ O

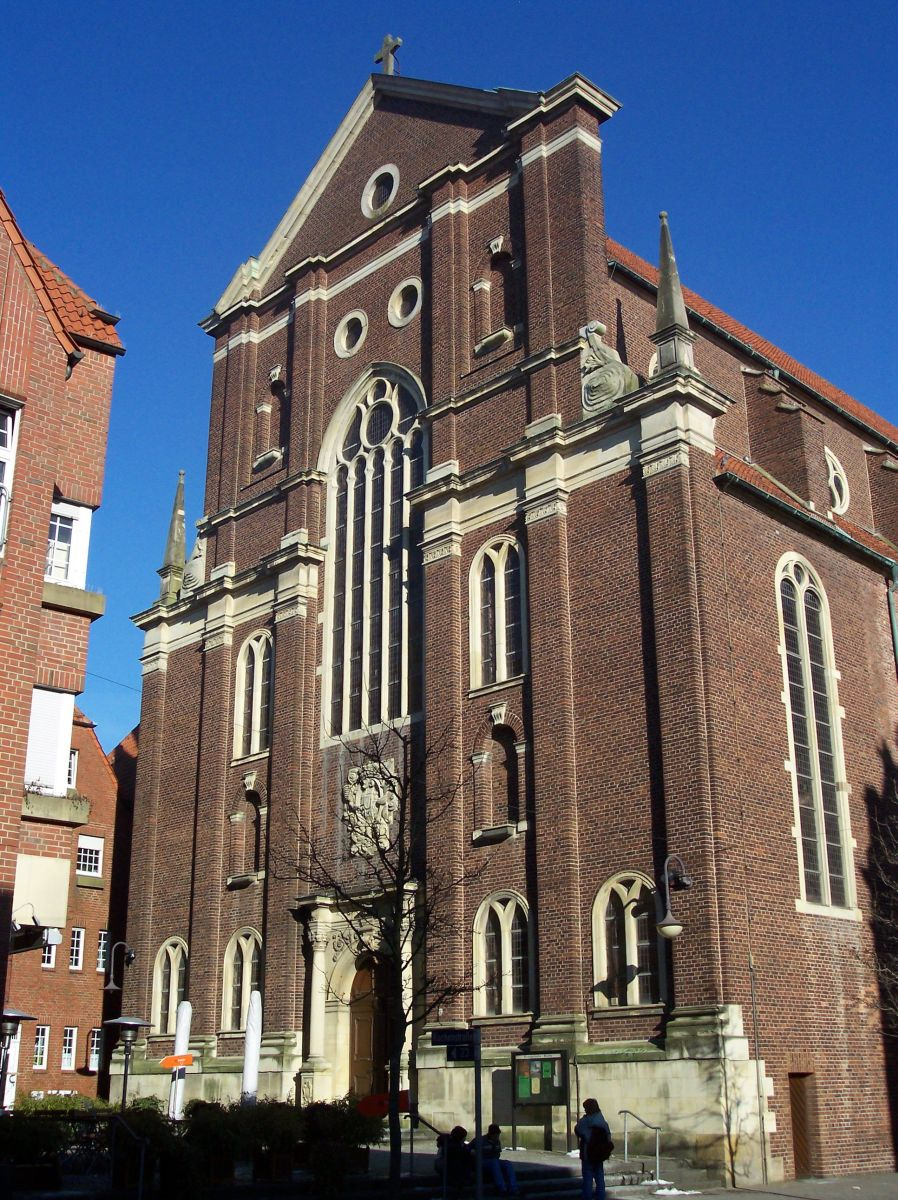
Fassade

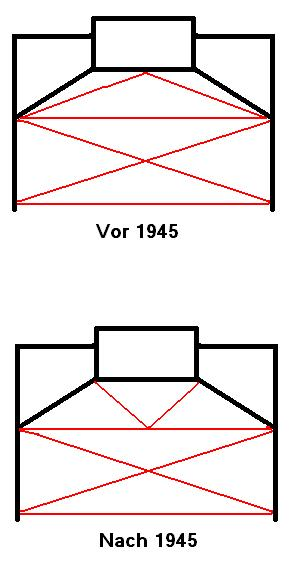
Änderung des Chorabschlußgewölbes nach 1945.

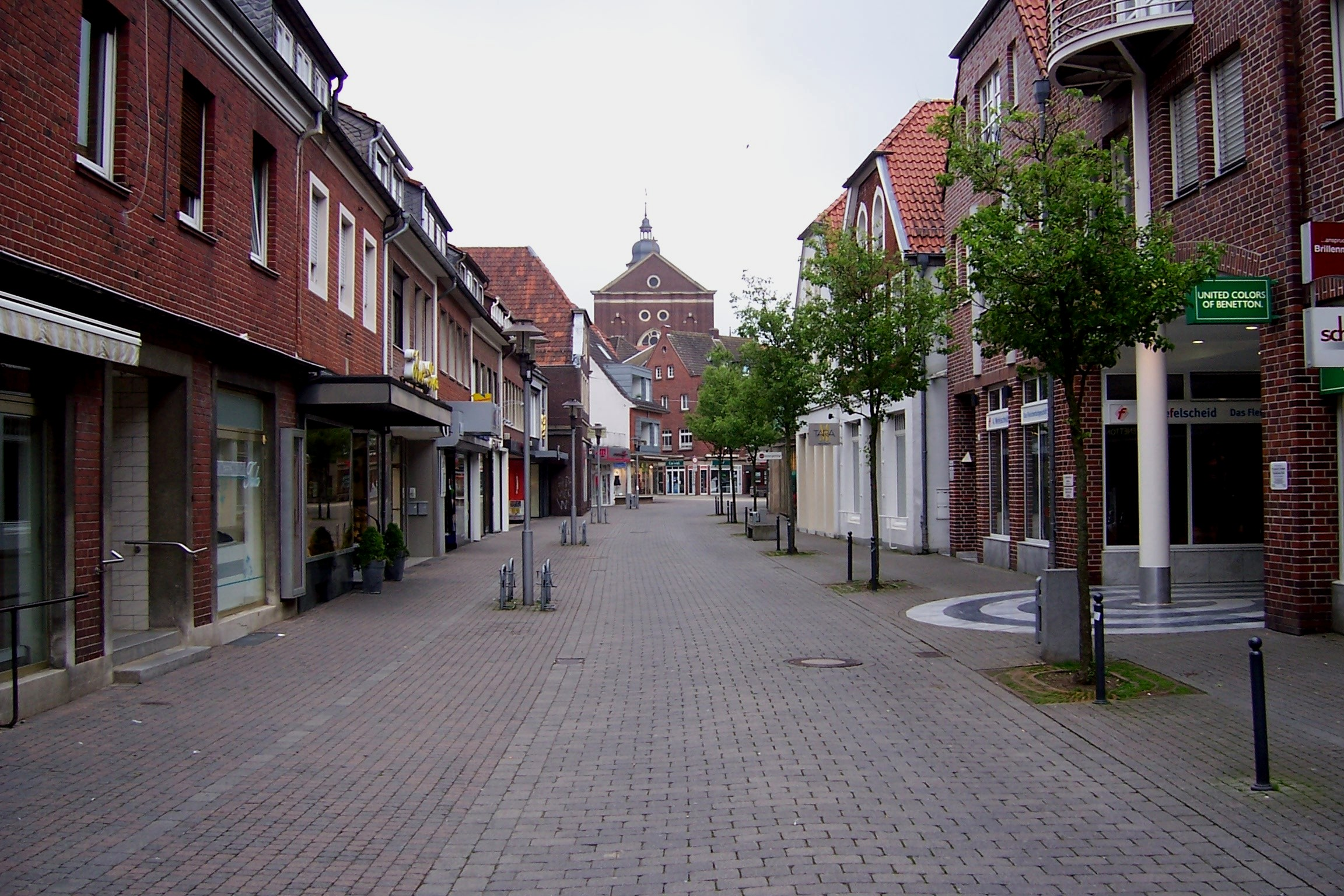
Barock-repräsentativ in die Sichtachse der Süringstraße gebaut.

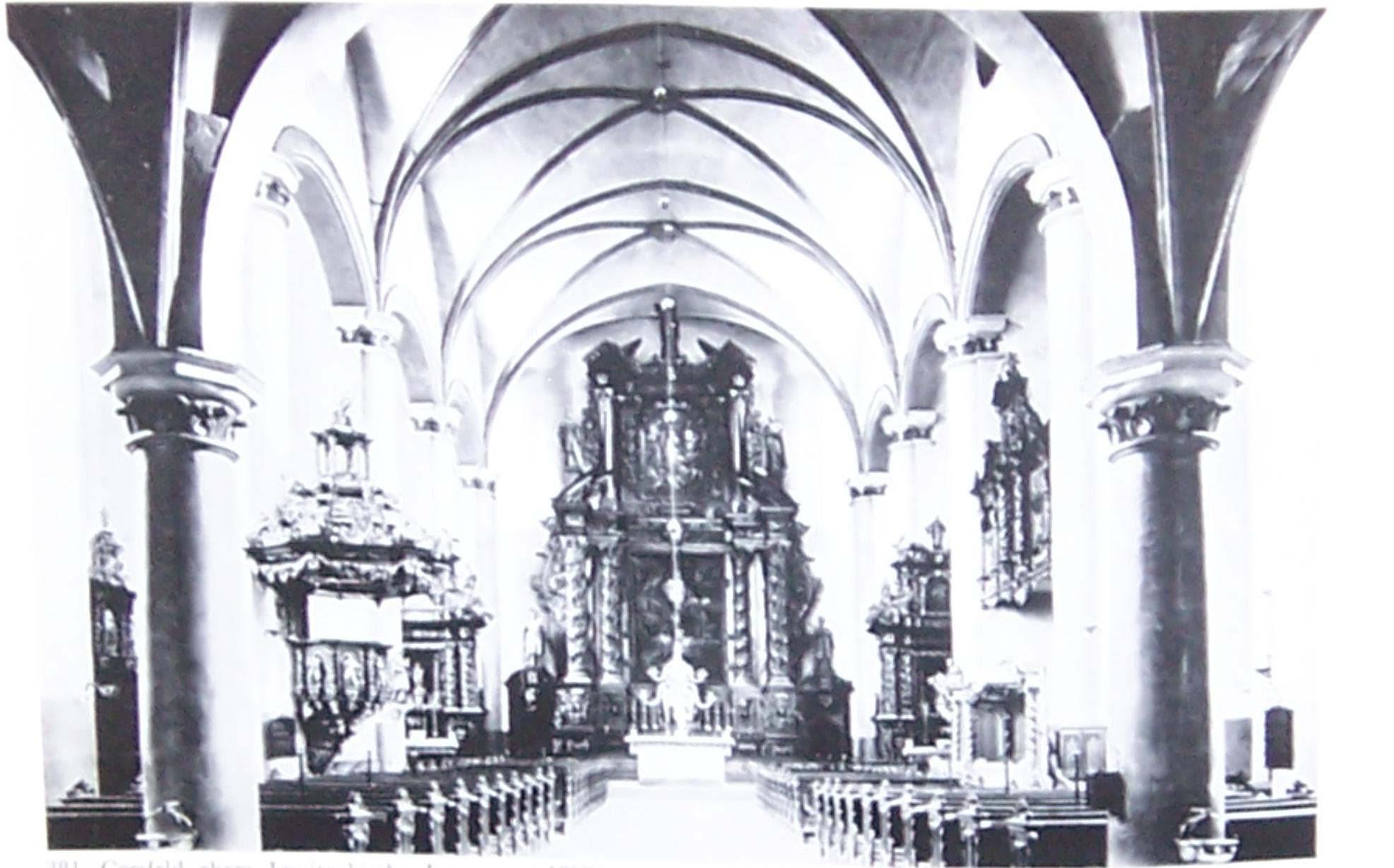
Innenraum vor 1945

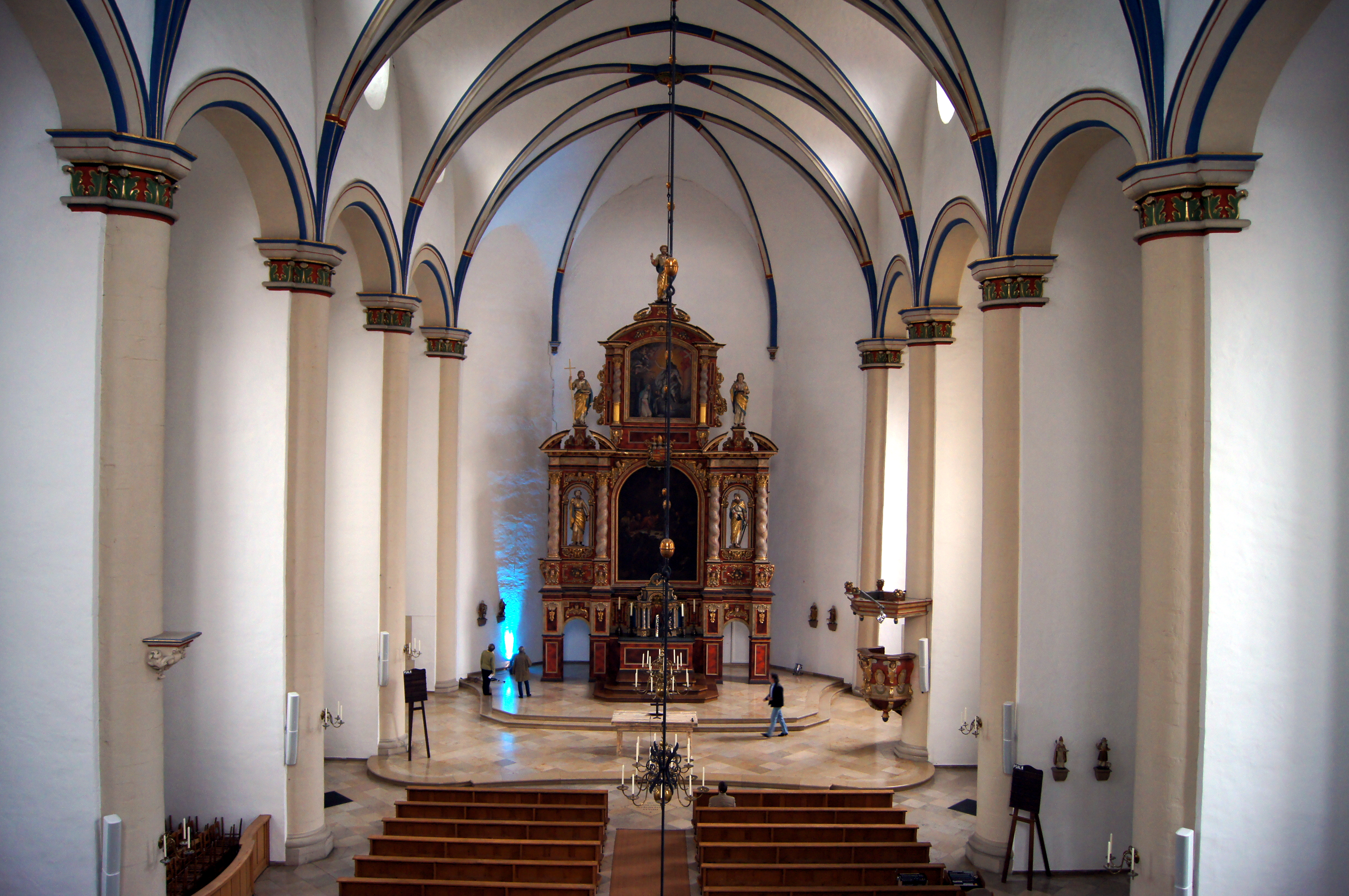
Innenraum 2013.

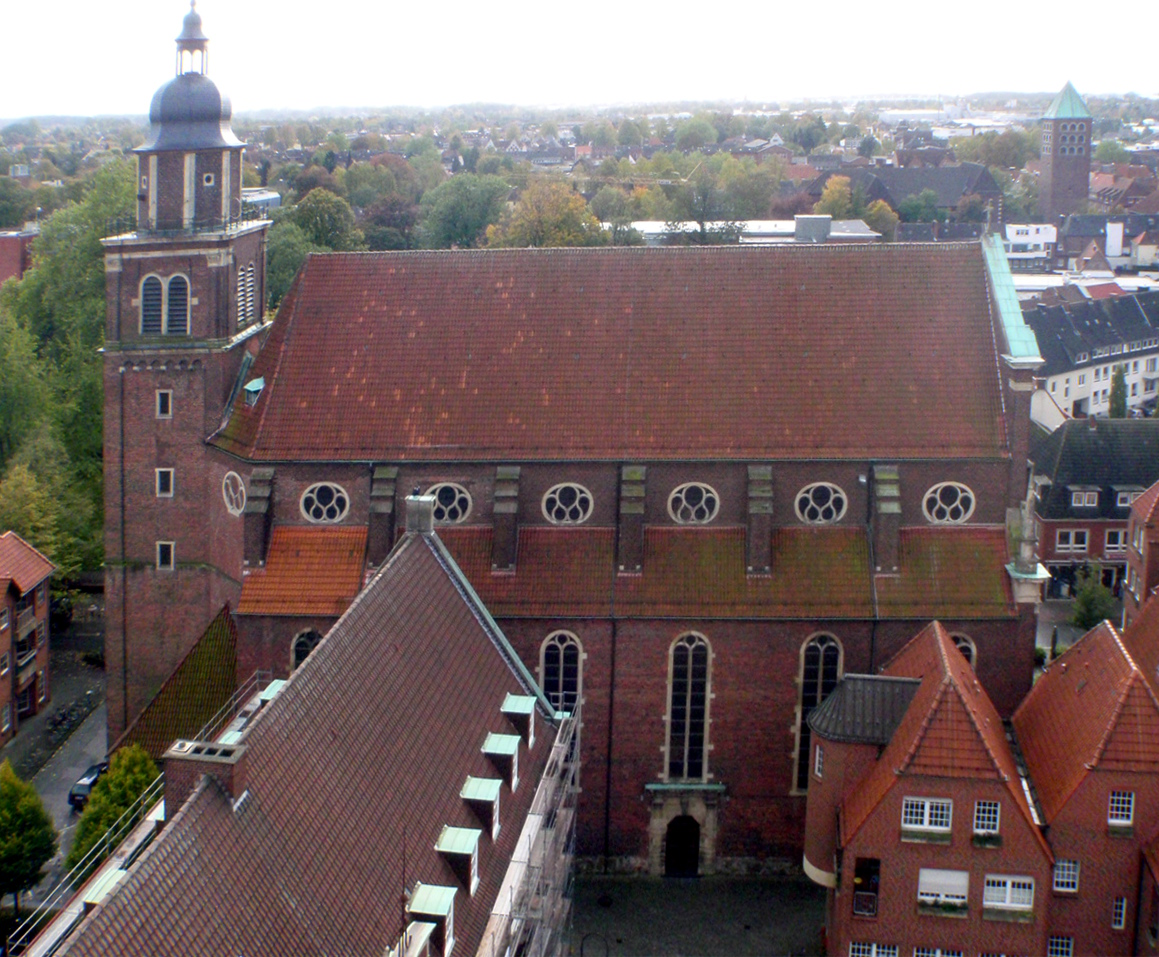
Seitenansicht

Die Jesuitenkirche St. Ignatius in Coesfeld war Kirche des Kollegs und Gymnasialkirche des von Jesuiten geleiteten Nepomucenums. Später war sie für ca. einhundertfünfzig Jahre Simultankirche und ist heute die evangelische Pfarrkirche Coesfelds.

## Geschichte
Die Jesuiten waren zu Beginn des 17. Jahrhunderts nach Coesfeld gekommen und leiteten das von ihnen gegründete Gymnasium. Ihre weitere Aufgabe war die Gegenreformation. Wohl durch das den Jesuiten nachgesagte Verhandlungsgeschick konnten sie selbst während der hessischen Besetzung Coesfelds im Dreißigjährigen Krieg in der Stadt verbleiben und ihre Schule weiterführen. Doch im November 1633 wurden sie aus der Stadt ausgewiesen und kehrten erst nach Abzug der Hessen wieder zurück. Für den Bau von Kirche und Kolleg hatten sie bereits zwischen 1627 und 1633 etliche Grundstücke erworben, auf dem sie von 1662 bis 1666 zuerst das Kolleg errichteten. Als Kirche nutzten sie die Heilig-Geist-Kirche, da die Mitbenutzung der St.-Lamberti-Pfarrkirche dem Propst von Varlar missfiel, weil „...die Jesuiten, wie die Erfahrung lehre, schwerlich wieder zu entfernen seien, wo sie einmal Fuß gefasst hätten.“
Am 1. Mai 1673 wurde durch Christoph Bernhard von Galen der Grundstein gelegt und mit dem Bau der Kirche begonnen. Als Architekt wird Anton Hülse genannt, der die der Coesfelder sehr ähnliche Jesuitenkirche in Paderborn errichtete. Möglicherweise fungierte er nur als Bauleiter, der Architekt war Peter Pictorius. Andererseits wird Peter Pictorius ein nicht ausgeführter „Konkurrenzentwurf“ zugeschrieben. 1688 war der Bau dann so weit fortgeschritten, dass man das Dach mit Schiefer eindecken konnte. Die Fertigstellung des Gewölbes zog sich allerdings noch bis 1691; im selben Jahr, am 6. Juli ereignete sich bei der Konstruktion des Chorabschlussgewölbes ein Unfall, bei welchem das letzte Gewölbefeld einstürzte und 6 Mann mitsamt dem Gerüst in die Tiefe riss. Fünf waren auf der Stelle tot, vier von ihnen wurden tags darauf in der Kirche begraben. Trotzdem konnte der Bau noch im selben Jahr vollendet werden. Der erste Gottesdienst wurde aber erst am Himmelfahrtstag 1694 gehalten, an dem der Propst von Varlar das „Hl. Sakrament in die Kirche der Jesuwitters (sic!)“ trug. Die Weihe fand dann nach Fertigstellung der Inneneinrichtung, mit der man 1697 Johann Rendeles beauftragte, am 7. September 1710 statt. Eine Inschrift „ILLUMINATUM ANNO 1744“ wird auf die Vollendung der endgültigen Bemalung bezogen. Zu dieser Zeit fanden in St. Ignatius täglich bis zu 17 verschiedene Gottesdienste statt, wozu die (Privat-)Messen der Jesuiten-Patres, Schulmessen des Nepomucenums, Gemeinschaftsmessen und Andachten diverser Sodalitäten und Bruderschaften zählten.
Als 1773 der Jesuitenorden aufgelöst wurde, ging die Kirche samt Kolleg in den sogenannten Jesuitenfonds bzw. Schulfonds über, aus dem der Unterhalt des Gymnasiums finanziert wurde. Nach der Auflösung der geistlichen Territorien 1803 fiel Coesfeld an den Rhein- und Wildgrafen von Salm-Grumbach, einen Protestanten, auf dessen Betreiben eine Möglichkeit zur Abhaltung evangelischer Gottesdienste für sich und seine Bediensteten geschaffen wurde. Die evangelische Gemeinde Coesfelds bestand anfangs aus 30 Personen, die die Mitbenutzung der Ignatiuskirche vertraglich zugesichert bekamen. Trotzdem war auch das Gymnasium Nepomucenum mitsamt seinen katholischen Gottesdiensten weiter präsent (Simultaneum).
Zu Beginn des 19. Jahrhunderts war die Jesuitenkirche in einem bedauerlichen baulichen Zustand, ein zeitgenössischer Bericht sagt aus, dass „Spatzen durch zerbrochene Fenster hineinkämen und mit Pfeifen und Umherfliegen den Gottesdienst störten“. Nachdem Coesfeld wie ganz Westfalen nach den napoleonischen Kriegen endgültig preußisch geworden war, vergrößerte sich die evangelische Gemeinde schnell durch zugezogene Beamte und Militärangehörige. Auch kam es bis in die 1930er Jahre laufend zu Renovierungen, bei einer um die Wende zum 20. Jahrhundert wurde die Marmorierung der Altäre abgelaugt, so dass diese nun holzsichtig waren. Das Simultaneum blieb bis 1969, als die Jesuitenkirche in den Besitz der evangelischen Gemeinde überging und der angedachte Neubau einer eigenen evangelischen Pfarrkirche überflüssig wurde. Während der Renovierung der Lambertikirche wurden in den 1970er Jahren zeitweise wieder katholische Gottesdienste in der Jesuitenkirche abgehalten.
Im März 1945 wurde die Ignatiuskirche mitsamt dem Kolleg durch Luftangriffe zerstört. Die Ausstattung ging dabei unwiederbringlich verloren. Der Wiederaufbau zog sich lange hin, man plante eine völlig neue Fassade, rekonstruierte dann aber doch die alte. Statt des barocken Hochaltares prägte ein schlichtes schwarzes Kreuz den Innenraum. Diese Lösung empfand man als nicht zufriedenstellend und der Hochaltar der Minoritenkirche Soest, der seinem Vorgänger ähnlich, aus derselben Werkstatt, aber ca. fünf Meter niedriger war, kam als Ersatz in die Kirche. Dieser Hochaltar war eine Stiftung des Paderborner Fürstbischofs Franz von Fürstenberg. Die Kanzel stammt aus Erwitte. Das Kolleg-Gebäude sollte nach dem Wiederaufbau ein Hotel beherbergen; schließlich verkaufte man es 1951 an die Schwestern unserer Lieben Frau. Heute ist dort ein Teil der Stadtverwaltung Coesfeld untergebracht.

## Beschreibung und Ausstattung
Die Jesuitenkirche ist ein Saalbau bestehend aus sechs Jochen mit gotisierendem Gewölbe und bis 1945 mit ungewöhnlichem, von der heutigen Wiederaufbausituation abweichenden und auf den vorhandenen alten Fotografien schlecht zu erkennendem Chor-Abschluss. Die Wandpfeiler sind sehr stark ausgeprägt. Im Westen befindet sich die Orgelempore, darunter eine niedrig gewölbte Vorhalle, deren südliches Schmaljoch durch ein Treppenhaus zur Orgelbühne ersetzt wurde; vor 1945 war für dieses ein eigener, rechteckiger Treppenturm angefügt gewesen. An die Kirche schließt sich südlich im rechten Winkel das Kolleggebäude an, das man im Rahmen des Wiederaufbaus nach 1945 mit einer Straßendurchfahrt versah und nach Süden um einen nach Westen ragenden Querflügel erweiterte. Der Standort von St. Ignatius ist bewusst so gewählt worden mit der Absicht, die repräsentative Fassade ganz in barocker Manier zur damaligen Hauptverkehrsstraße Coesfelds zeigen zu lassen. Die Kirche ist zum Teil unterkellert, dort befinden sich historische Grabstellen. Auch Fürstbischof Franz Arnold von Wolff-Metternich zur Gracht fand seine letzte Ruhestätte in der Jesuitenkirche.
Jüngst (2012/13) ist der Altarbereich verändert worden. Entfernt wurden die ohnehin relativ kurze Kommunionbank und der Volksaltar (1960er Jahre). Letzteren ersetzte man durch einen hölzernen Abendmahlstisch.
Von der alten Ausstattung sind in der Kirche die vier Evangelisten vom Kanzelkorb und die vier Kirchenlehrer vom Aufganggeländer der Kanzel erhalten sowie vier Figuren, deren ursprünglicher Standort nicht bekannt ist, eine Mondsichelmadonna und eine Muttergottes mit Spiegel, dazu noch eine Hl. Agatha und eine Hl. Apollonia. Im Fundus des Stadtmuseums Walkenbrückentor befinden sich Skulpturen vom ehemaligen Hochaltar.
Dieser Hochaltar bestand aus drei Geschossen. Die Altarmensa flankierten die Sockel der beiden Säulen zu beiden Seiten des Gemäldes im zweiten Geschoss. Auf den Flächen der oberen Sockel (in Höhe des Tabernakels) umrahmten Leisten prächtige Wappenkartuschen, die Flächen der unteren Sockel (in Höhe der Mensa) waren mit Fruchtgirlanden und Putten versehen, ebenfalls von Leisten gegliedert. Über den Eingängen zur Sakristei standen vollplastische Bildnisse des Hl. Franz Borgia zur linken und rechts der Hl. Franz Xaver. Zu beiden Seiten des Tabernakels, zwischen Leuchterbank und Altargemälde, waren Figuren in säulengerahmten Muschelnischen angebracht. Im Hauptgeschoss waren die beiden inneren Säulen mit Weinranken und Trauben umflochten, die zwei äußeren etwas prächtiger von Putten umspielt, mit Blumen und Weizenähren umrankt. An den Seiten des Altares bildeten großformatige Akanthusschnitzereien, sieben Meter hoch, den Abschluss. Das Gemälde zeigte die Geburt Christi. Das dritte, das Obergeschoss, war von glatten Säulenschäften flankiert, zusätzlich zu den beiden Pilastern neben dem Gemälde mit der Aufnahme Mariens in den Himmel. Auch hier fand sich als Seitenbegrenzung Akanthusschnitzerei; daneben wiederum zwei Figuren: der Hl. Stanislaus Kostka (re.) und der Hl. Aloysius (li.). Ein jedes Geschoss war von gekröpftem Gebälk und wuchtigen Giebelabschnitten vollendet. Ganz oben als Bekrönung noch üppige Fruchtgirlanden und eine Statue des Kirchenpatrons Franz Xaver.
Die Farbgebung der Altäre:

Die Altäre waren bis Mitte des 19. Jahrhunderts weiß und gold gefasst, die folgende Farbgebung war ein dunkleres Holzbraun, welches sich mit einem helleren abwechselte. Dazu kamen Akzente in gold. Ab dem Ende des 19. Jahrhunderts waren sie wie oben erwähnt holzsichtig.

## Orgel
Die 1810 von Melchior Vorenweg errichtete Orgel, welche vor der Zerstörung im Zweiten Weltkrieg in der Kirche stand, wird als fast schmucklos beschrieben.
1959 fertigt die Firma Franz Breil eine neue Orgel mit 39 Registern, verteilt auf vier Werke, spielbar über drei Manuale und Pedal. Dem schlichten zweiteiligen Prospekt, welcher das große Westfenster offen lässt, ist asymmetrisch das Positiv vorgestellt, der Spieltisch steht frei daneben. Die Spieltrakturen der Schleifladen sind mechanisch und wurden 1982 komplett erneuert, die Registertraktur ist elektrisch, rechts und links der Manuale als Registerwippen ausgeführt. Der Winddruck beträgt ca. 60–70  mmWs und sorgt so, besonders in Kombination mit den langen Pfeifenfüßen, für eine schlechte Ansprache vor allem der tiefen Töne. Für eine bessere Begleitung des Gemeindegesangs wurde daher 2018 eine Digitalorgel (Gloria Concerto 350) angeschafft, welche unten im Kirchenschiff direkt neben den Bänken steht. Diese kann, bei fehlendem Organisten, mittels MIDI auch selbstständig spielen.
Die Disposition der Breil-Orgel lautet wie folgt:
| I Positiv C–g3    |        |
| Hohlflöte         | 08′    |
| Prinzipal         | 04′    |
| Gemshorn          | 04′    |
| Koppelflöte       | 04′    |
| Quinte            | 01 ⁄3′ |
| Sesquialtera II 0 | 02 ⁄3′ |
| Mixtur V          | 01′    |
| Dulzian           | 16′    |
| Krummhorn         | 08′    |
| Tremulant         |        |

| II Hauptwerk C–g3 |        |
| Principal         | 16′    |
| Oktave            | 08′    |
| Spitzflöte        | 08′    |
| Octave            | 04′    |
| Rohrflöte         | 04′    |
| Oktave            | 02′    |
| Mixtur VI         | 01 ⁄3′ |
| Zimbel III        | 02⁄3′  |
| Trompete0         | 16′    |
| Trompete          | 08′    |
| Clarine           | 04′    |

| III Schwellwerk C–g3 |         |
| Prinzipalflöte0      | 08′     |
| Holzgedackt          | 04′     |
| Blockflöte           | 04′     |
| Nasat                | 02 ⁄3′  |
| Prinzipal            | 02′     |
| Terzflöte            | 01 3⁄5′ |
| Sifflöte             | 01′     |
| Scharff IV           | 02⁄3′   |
| Schalmei             | 08′     |
| Tremulant            |         |

| Pedal C–f1   |     |
| Principalbaß | 16′ |
| Subbass      | 16′ |
| Oktavbaß     | 08′ |
| Gemshornbaß0 | 08′ |
| Choralbaß    | 04′ |
| Nachthorn    | 02′ |
| Hintersatz V | 02′ |
| Posaune      | 32′ |
| Posaune      | 16′ |
| Trompete     | 08′ |

- Koppeln: III/I, I/II, III/II, I/P, II/P, III/P
- Spielhilfen: Vier freie Kombinationen, Tutti und Schwelltritt für das III. Manual

## Glocken
Vor dem Zweiten Weltkrieg befanden sich zwei Glocken im Turm der Kirche, die vermutlich aus dem Heilig-Geist-Spital stammten. Die kleinere von beiden wurde von Heinrich von Dortmund gegossen. Nur die größere Glocke hat überlebt und fungiert nun als Glocke 3. 1958 schuf die Gießerei Otto aus Bremen die beiden großen Glocken.
| Nr. | Gussjahr | Gießer | Schlagton |
| 1   | 1958     | Otto   | c2        |
| 2   | 1958     | Otto   | es2       |
| 3   | 1595     | Anonym | f2        |

Die Glocke der in der Nachkriegszeit genutzten Notkirche befindet sich im Kirchenschiff.

## Das Kolleggebäude
Das Kolleggebäude besteht aus einem rechtwinklig zur Kirche stehenden Bau, der wiederum in der Mitte (mit barocker Fassade) und am Ende (mit Krüppelwalmdach) je einen Querflügel hat. Der zweite Flügel ist erst nach 1945 entstanden.

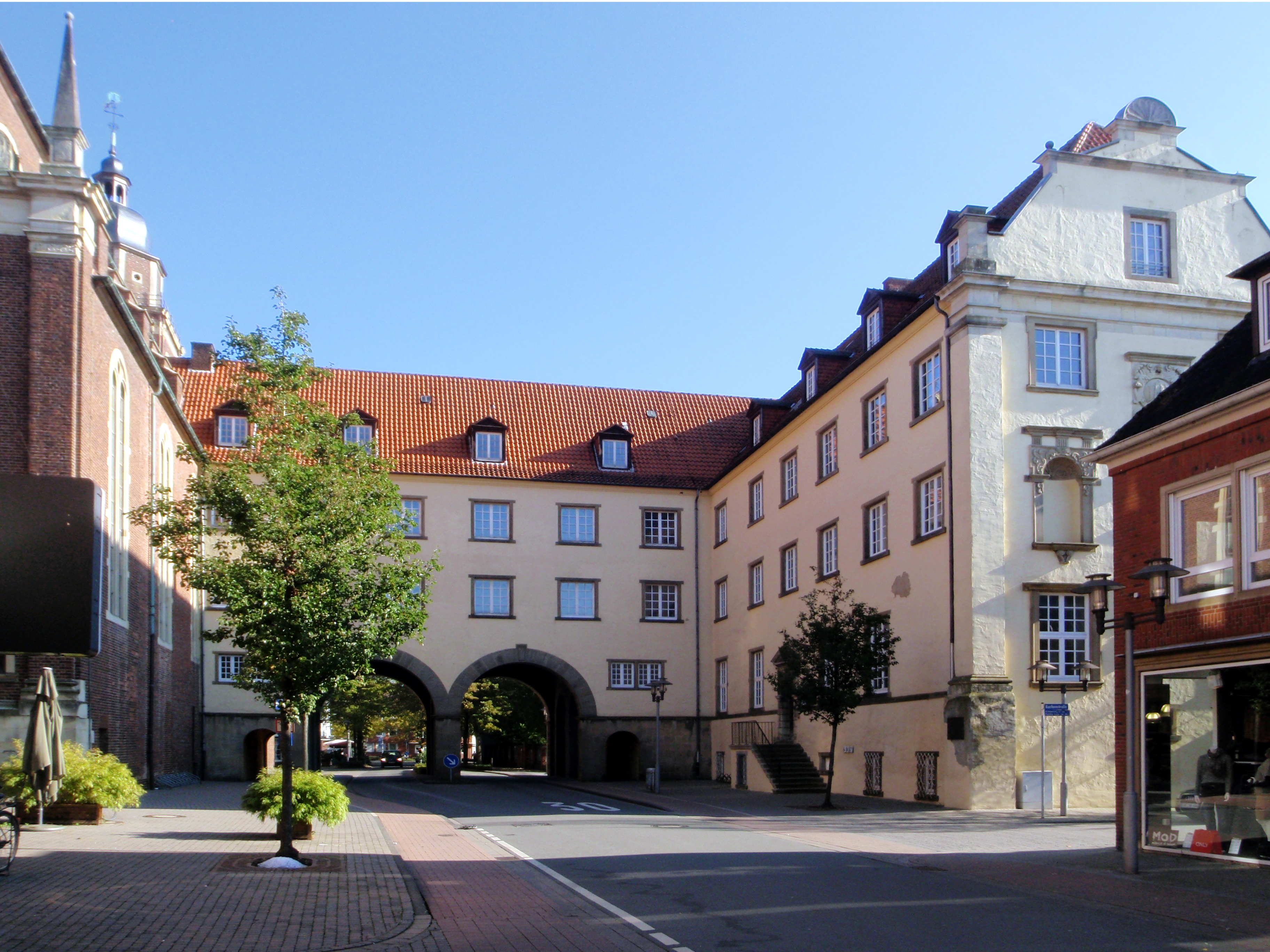
Kolleg
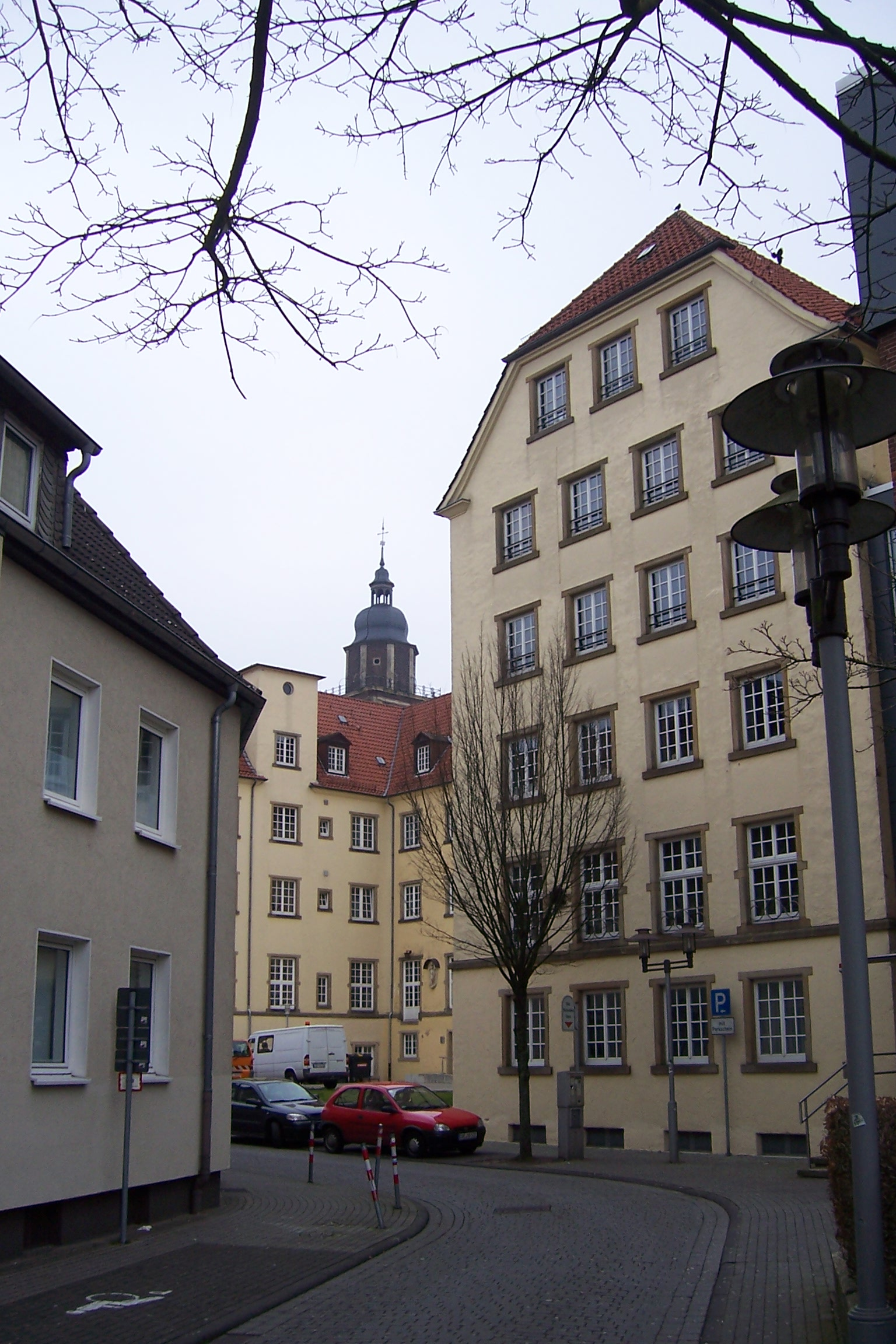
Zweiter Querflügel am Ende – Blick auf den mittleren.
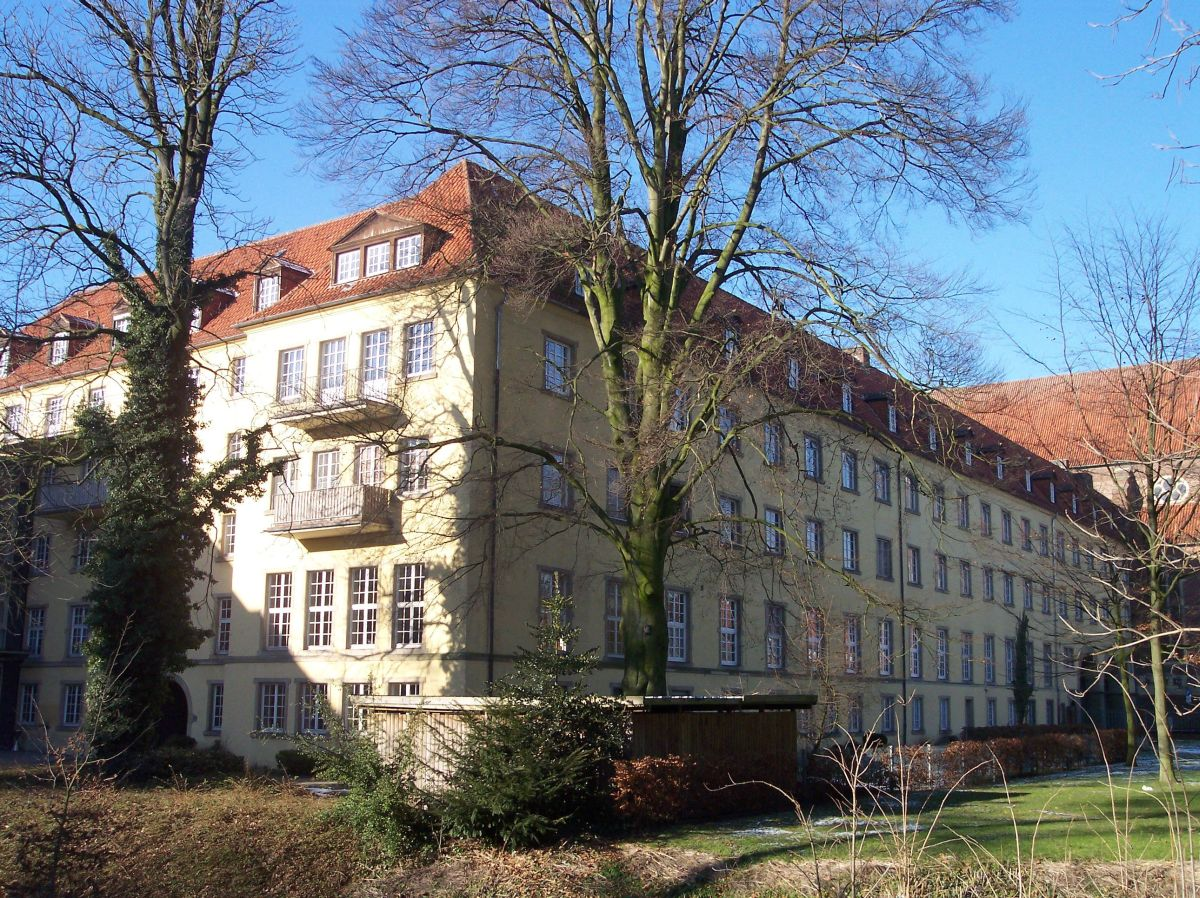
Rückseite des „Hauptgebäudes“ mit Blick in den Schlosspark.
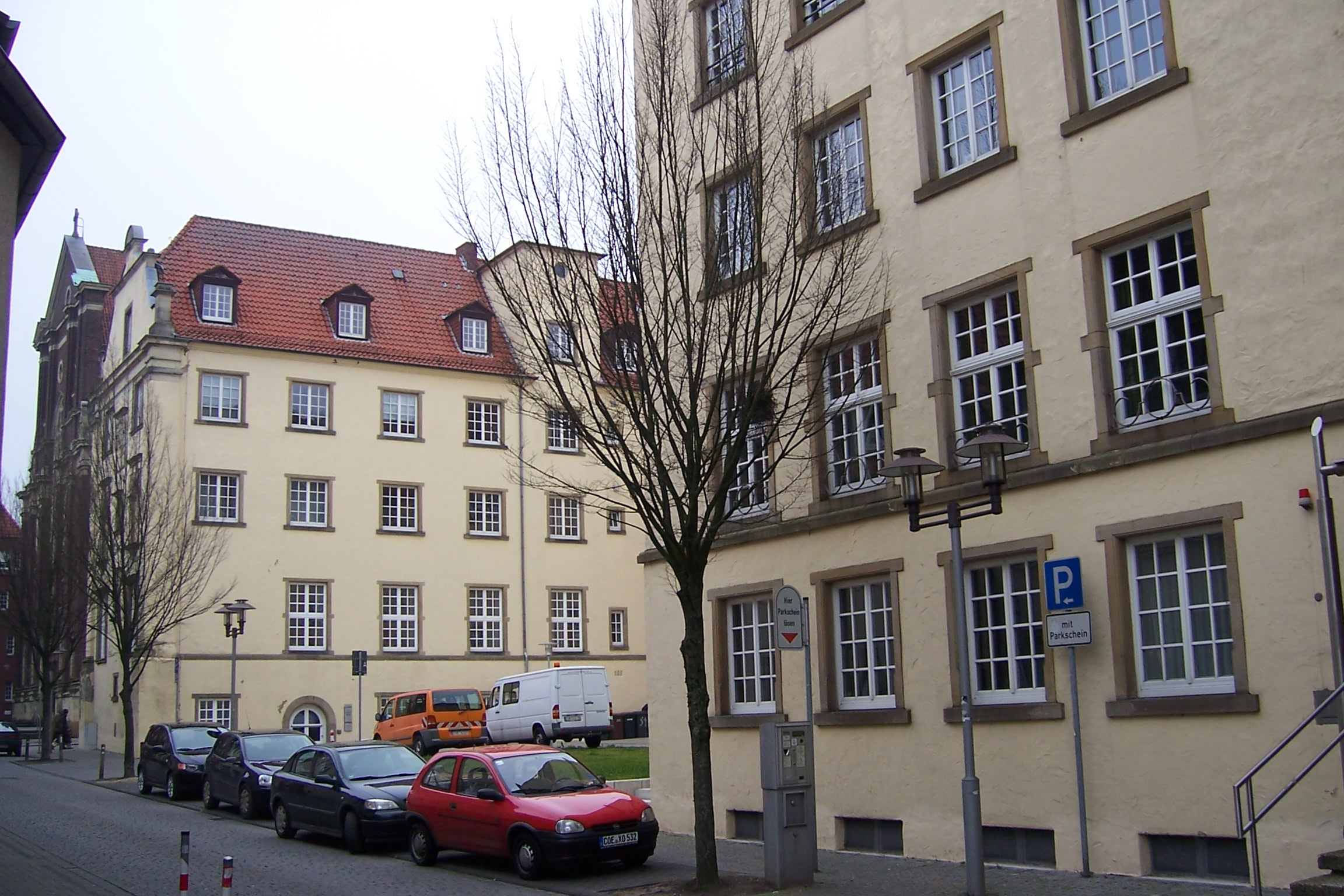
Kirchenfassade – mittlerer Querflügel – End-Querflügel.
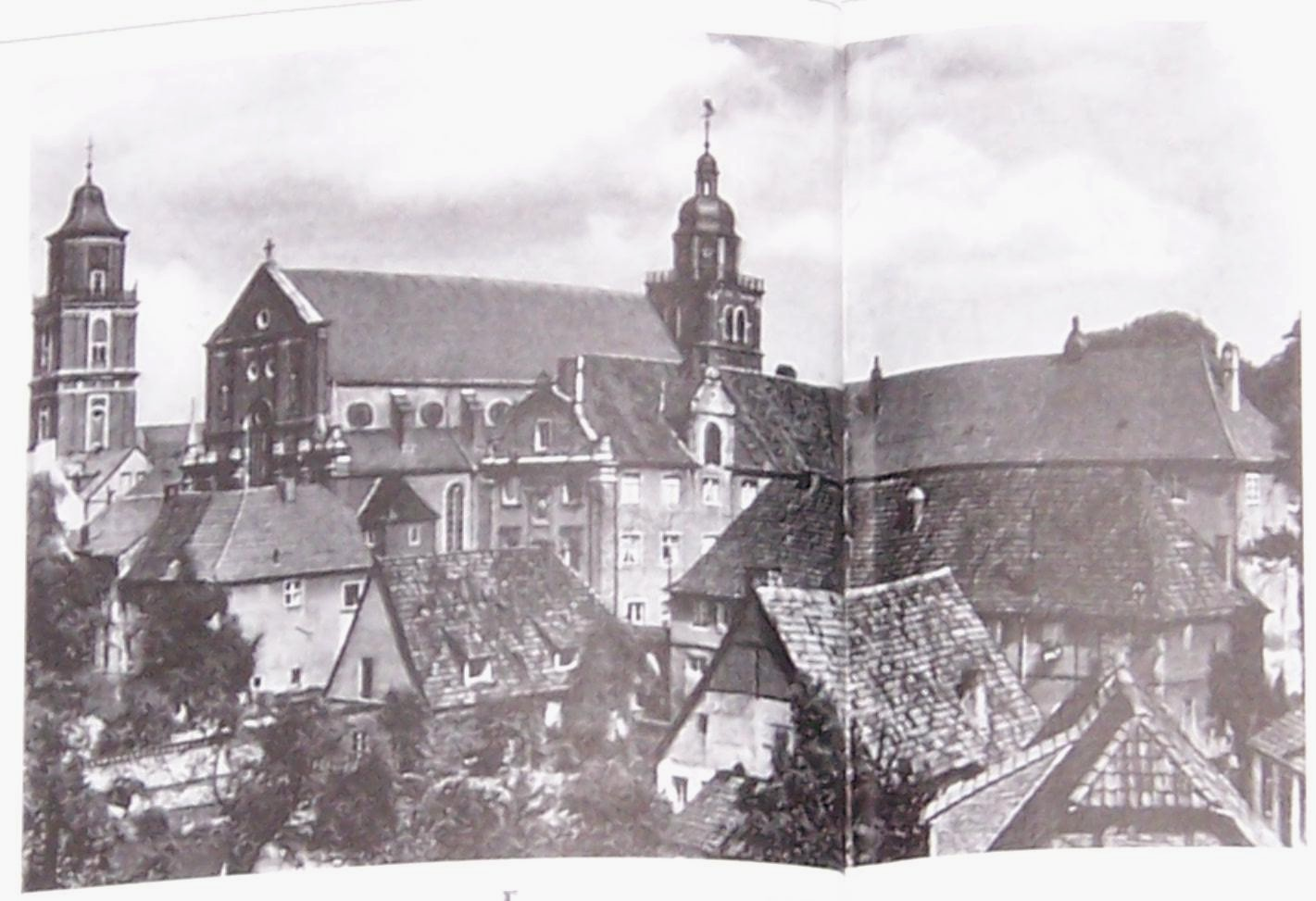
Kirche und Kolleg i. d. Vorkriegszeit. Zusehen das Kolleggebäude ohne zweiten Flügel und mit Giebelaufsatz auf dem Zwerchhaus zum „Innenhof“ hin und der beim Wiederaufbau entfernte rechteckige Treppenturm (mit Walmdach) zur Orgelempore südwestlich an der Kirche.